# Bogotanjung
Bogotanjung is een bestuurslaag in het regentschap Pati van de provincie Midden-Java, Indonesië. Bogotanjung telt 1874 inwoners (volkstelling 2010).